# Želeč na Hané

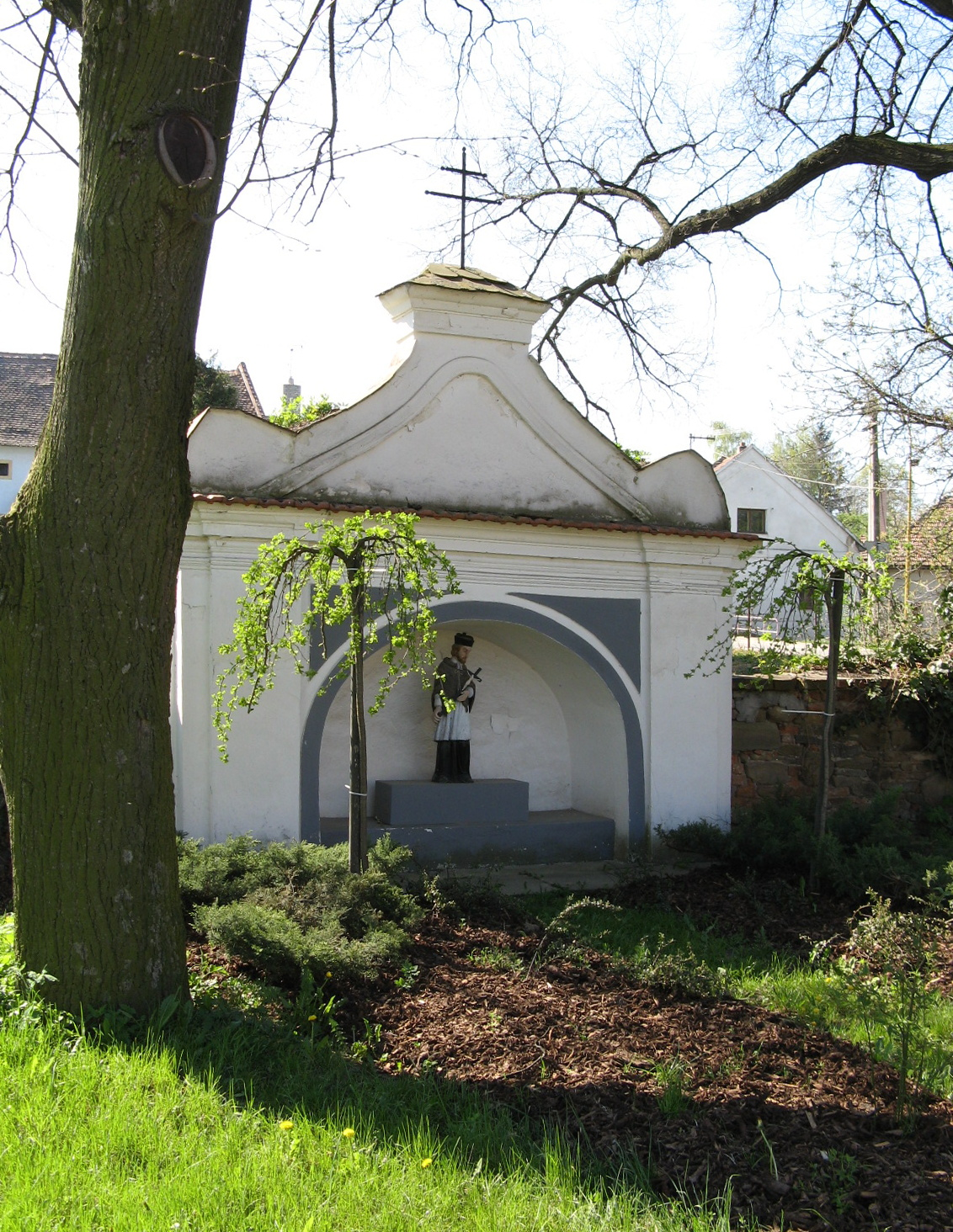
Kapelle des hl. Johannes von Nepomuk

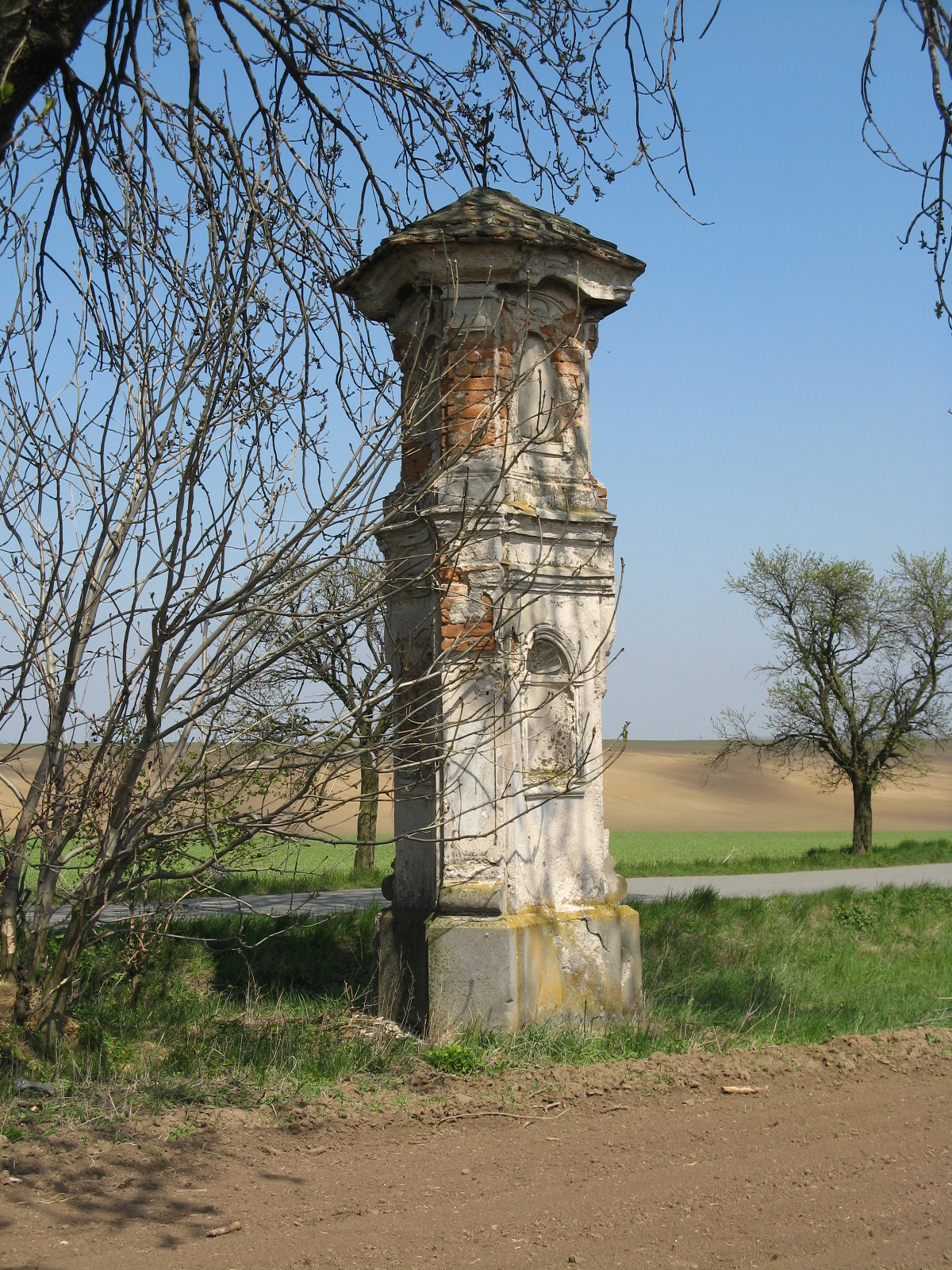
Bildstock

Želeč (deutsch Zeltsch) ist eine Gemeinde in Tschechien. Sie liegt fünf Kilometer nördlich von Ivanovice na Hané und gehört zum Okres Prostějov.

## Geographie
Das Längsangerdorf Želeč befindet sich am Fuße des Drahaner Berglandes in der Hanna. Im Ort entspringt der Bach Želečský potok. In der Umgebung des Dorfes befinden sich mehrere Steinbrüche und Sandgruben. Westlich verläuft die Autobahn D 46. Im Westen erhebt sich die Vojenská (442 m. n.m.).
Nachbarorte sind Brodek u Prostějova und Kobeřice im Norden, Hradčany und Dobromilice im Nordosten, Doloplazy und Víceměřice im Osten, Nezamyslice und Dřevnovice im Südosten, Chvalkovice na Hané und Ivanovice na Hané im Süden, Drysice im Südwesten sowie Podivice und Ondratice im Nordwesten.

## Geschichte
Die erste schriftliche Erwähnung des Dorfes erfolgte 1131 in einer Urkunde des Olmützer Bischofs Heinrich Zdik über die Übertragung des Güterbesitzes der Kirche St. Peter in der Olmützer Vorburg auf die neue Bischofskirche St. Wenzel. Zwischen 1210 und 1232 überließ Bischof Robert von England der Kirche in Pustomirz zusammen mit anderen Grundstücken auch den bischöflichen Besitz in Želeč. Besitzer eines weiteren Anteils war in der Mitte des 13. Jahrhunderts der Vladike Radslaw von Želč. Wann das Bistum diesen Anteil erwarb, ist nicht bekannt. Bischof Jan Volek ließ in den 1330er Jahren bei Pustomirz die Burg Mejlicz (Melice) als neues Verwaltungszentrum der Herrschaft Wischau errichten und reichte einen Anteil von Želeč zusammen mit einigen Häusern von Pustomirz als bischöfliches Lehn an die Burggrafen von Mejlicz.
Im Jahre 1340 übertrug Jan Volek 1340 den der Pustomirzer Kirche gehörigen Anteil auf die Benediktinerinnenabtei Pustomirz. Ob Wilhelm von Želč, der 1381 etliche Güter von Jimram von Jakubov erwarb, auch Besitzer des Lehngutes Želeč war, ist zweifelhaft; das Mejliczer Burggrafenamt übten in dieser Zeit Angehörige der Geschlechter Majnusch von Prus und Schram aus, jedoch waren sowohl das Lehngut als auch die Burg Mejlicz zum Ende des 14. Jahrhunderts immer wieder verpfändet. Der Prior der Kartause „Vallis Josaphat“ in Dolein, Stephan Schram, der das Pfandgut Želeč geerbt hatte, veräußerte es 1410 und investierte den Erlös in den weiteren Aufbau seiner Kartause. Während der Hussitenkriege erloschen sowohl die Burg Mejlicz als auch das Dorf Želeč. Im Jahre 1465 wurde Želeč neu besiedelt. Ab dieser Zeit belehnte das Bistum nun anderweitige Vasallen mit dem Gut Želeč. Seit dem 15. Jahrhundert waren dies die Vladiken von Počenice, die sich nach dem Gut Želečky von Počenice nannten; zwischen 1543 und 1575 besaß Wenzel von Počenice das Gut, von 1590 bis 1606 gehörte es dem Niklas Želečky von Počenice. Seit 1554 ist die Feste Želeč nachweislich, die Familie Želečky von Počenice ließ sie nach 1578 zu einem kleinen Renaissanceschloss umbauen. Im 16. Jahrhundert entstand eine dem hl. Bartholomäus geweihte Kapelle. Das durch die Zerstörung während der Hussitenkriege und die Reformation verfallene Kloster Pustomirz wurde 1588 durch Papst Sixtus V. aufgehoben und die Klostergüter, darunter auch eine Hälfte von Želeč, an die bischöfliche Herrschaft Wischau angeschlossen. Die Söhne des Niklas Želečky von Počenice veräußerten das Lehngut Želeč 1635 an Johann Jakardowsky von Sudic, der es 1651 für 7000 Mährische Gulden an Bohuslaw Lukawecky von Lukawec verkaufte. Wenig später kaufte Johann Jakardowsky das Gut zurück und hielt es bis 1664. Danach wurde es wiederum an Bohuslaw Lukawecky verkauft. Dessen Erbe, Franz Leo Lukawecky von Lukawec, verkaufte das Gut im Jahre 1682 an Seifried Adolf von Furtenburg. Johann von Furtenburg verkaufte das Gut 1744 für 25.000 Gulden an Anton Korsitz von Ulefeld, der es mit dem Gut Prödlitz vereinigte. Um 1744 wurde Želeč vom Pfarrsprengel Pustomirz abgetrennt und ein Lokalkooperator eingesetzt. Franz Anton Graf von Schrattenbach erwarb 1766 zusammen mit der Herrschaft Prödlitz für 24.000 Gulden auch das Gut Zeltsch. Im Jahre 1783 erbten Franz Antons Söhne Otto, Wolfgang Karl und Vincenz von Schrattenbach das Gut gemeinschaftlich. Der Lokalkooperator Georg Doležel wurde 1782 Opfer eines nächtlichen Raubüberfalls und verstarb wenig später an den Folgen der Misshandlungen. 1784 wurde in Želeč eine selbständige Lokalie, die dem Wischauer Dekanat zugeordnet war, eingerichtet. Die Kapelle wurde in dieser Zeit zur Kirche erweitert; im Jahre 1785 ließ Pfarrer Karel Baumann den Turm anbauen. Nach dem Erlöschen der gräflichen Linie des Hauses Schrattenbach wurde das Gut Zeltsch im Jahre 1816 wieder von der Herrschaft Prödlitz abgetrennt und an Karl Freiherr von Lederer veräußert. Letzterer verkaufte das Gut Zeltsch 1833 an Gusztáv Jozsef Kálnoky von Kőröspatak, der es wieder mit der Herrschaft Prödlitz verband.
Im Jahre 1834 umfasste das im Brünner Kreis, an der Grenze zum Olmützer Kreis, gelegene erzbischöfliche Lehngut Zeltsch eine Hälfte des gleichnamigen Dorfes sowie sechs Häuser von Pustoměř (37 Einwohner); auf seinem Gebiet lebten 429 Personen. Bezüglich der Steuereinhebung und der Konskription war das Lehngut der Herrschaft Wischau untergeordnet. Das Dorf Zeltsch bzw. Želč bestand aus 123 Häusern mit 758 Einwohnern; davon gehörten 59 Häuser mit 392 Einwohnern zum Lehngut. Haupterwerbsquelle bildete die Landwirtschaft. Unter dem Patronat der Wischauer Herrschaft standen die Lokalie, die Kirche des hl. Bartholomäus und die Schule. Zum Lehn gehörten ein Meierhof mit Beamtenwohnung und Schäferei sowie ein Branntweinhaus. Außerdem gab es im Ort zwei Schankhäuser. Bis zur Mitte des 19. Jahrhunderts blieb Zeltsch anteilig der erzbischöflichen Herrschaft Wischau bzw. dem Lehngut Zeltsch untertänig.
Nach der Aufhebung der Patrimonialherrschaften bildete Želč / Zeltsch ab 1850 eine Gemeinde im Gerichtsbezirk Wischau. 1863 wurde in Želč eine Pfarrei eingerichtet. Ab 1869 gehörte Želč zum Bezirk Wischau; zu dieser Zeit hatte das Dorf 748 Einwohner und bestand aus 133 Häusern. Wegen des baufälligen Zustandes und nassen Mauerwerks der Kirche wurde 1881 die Kostelní jednota gegründet, die Gelder für einen Umbau bzw. Erweiterung der Kirche sammelte. Im Jahre 1900 lebten in Želč 821 Personen; 1910 waren es 964. Nach dem Ersten Weltkrieg zerfiel der Vielvölkerstaat Österreich-Ungarn, das Dorf wurde 1918 Teil der neu gebildeten Tschechoslowakischen Republik. Beim Zensus von 1921 lebten in den 181 Häusern von Želč 915 Personen, davon 914 Tschechen. Im Jahre 1924 wurde der tschechische Gemeindename in Želeč geändert. 1930 bestand Želeč aus 202 Häusern und hatte 849 Einwohner. Zwischen 1938 und 1939 entstand die neue Kirche. Von 1939 bis 1945 gehörte Želeč / Zeltsch zum Protektorat Böhmen und Mähren. Im Jahre 1950 hatte Želeč 785 Einwohner. Im Zuge der Gebietsreform von 1960 wurde die Gemeinde aus dem Okres Vyškov ausgegliedert und dem Okres Prostějov zugeordnet. In den Jahren 1979 und 1981 wurde die Schnellstraße R 46 auf den Abschnitten zwischen Brodek u Prostějova bzw. Drysice und Želeč fertiggestellt; durchgängig befahrbar war die Schnellstraße damit jedoch noch nicht, der letzte – knapp 700 m lange – Abschnitt bei der Želečer Sandgrube wurde erst 1992 übergeben. Beim Zensus von 2001 lebten in den 219 Häusern von Želeč 558 Personen.

## Gemeindegliederung
Das Gemeindegebiet bildet den Katastralbezirk Želeč na Hané.

## Sehenswürdigkeiten
- Kirche des hl. Bartholomäus, errichtet 1938–1939 nach Plänen des Architekten Klaudius Madelmayr anstelle eines baufälligen Vorgängerbaus. Die Weihe erfolgte am 27. August 1939 durch Weihbischof Josef Schinzel.
- Nischenkapelle des hl. Johannes von Nepomuk, am Dorfplatz
- Gemauerter Bildstock, an der Straße nach Doloplazy
- Schloss Želeč, der nach 1578 von den Herren von Počenice errichtete Renaissancebau wurde im 18. Jahrhundert umgestaltet. Unter den Grafen Kálnoky von Kőröspatak, die ihren Sitz in Brodek u Prostějova hatten, wurde es zum Wirtschaftsgebäude umgestaltet. Auf dem Gutshof befindet sich zudem ein historischer Speicher. Die Anlage ist nicht öffentlich zugänglich.